# Stupina
Stupina (antiguamente Erchesec) es una localidad rumana de la comuna de Crucea, en el condado de Constanța.

## Toponimia
El antiguo nombre del lugar puede encontrarse escrito con grafías como Erchesec, Erkesec, Erchesic, Erchesek. Pasó a llamarse Stupina.

## Historia
Hacia finales del siglo XIX, la localidad, que ya por entonces pertenecía al condado de Constanța, formaba parte de la antigua comuna de Șiriu y tenía contabilizada una población de 352 habitantes.
En la segunda mitad del siglo XX formaba parte de la comuna de Crucea. En el censo de 2021 la localidad tenía una población de 667 habitantes.